# Tamori Daiki
Daiki Tamori (田森 大己 (Điền Sâm Đại Kỷ) Tamori Daiki, sinh ngày 5 tháng 8 năm 1983 ở Shōbara, Hiroshima) là một cầu thủ bóng đá người Nhật Bản thi đấu cho F.C. Gifu ở J2 League.

## Thống kê sự nghiệp câu lạc bộ
Cập nhật đến ngày 23 tháng 2 năm 2018.
| Thành tích câu lạc bộ | Thành tích câu lạc bộ | Thành tích câu lạc bộ | Giải vô địch | Giải vô địch | Cúp                   | Cúp                   | Cúp Liên đoàn | Cúp Liên đoàn | Tổng cộng | Tổng cộng |
| Mùa giải              | Câu lạc bộ            | Giải vô địch          | Số trận      | Bàn thắng    | Số trận               | Bàn thắng             | Số trận       | Bàn thắng     | Số trận   | Bàn thắng |
| Nhật Bản              | Nhật Bản              | Nhật Bản              | Giải vô địch | Giải vô địch | Cúp Hoàng đế Nhật Bản | Cúp Hoàng đế Nhật Bản | J. League Cup | J. League Cup | Tổng cộng | Tổng cộng |
| --------------------- | --------------------- | --------------------- | ------------ | ------------ | --------------------- | --------------------- | ------------- | ------------- | --------- | --------- |
| 2006                  | Ventforet Kofu        | J1 League             | 0            | 0            | 0                     | 0                     | 0             | 0             | 0         | 0         |
| 2007                  | Ventforet Kofu        | J1 League             | 9            | 0            | 1                     | 0                     | 2             | 0             | 12        | 0         |
| 2008                  | Ventforet Kofu        | J2 League             | 5            | 0            | 0                     | 0                     | -             | -             | 5         | 0         |
| 2009                  | Ehime FC              | J2 League             | 24           | 1            | 1                     | 0                     | -             | -             | 25        | 1         |
| 2010                  | Ehime FC              | J2 League             | 22           | 0            | 0                     | 0                     | –             | –             | 0         | 0         |
| 2011                  | Ehime FC              | J2 League             | 25           | 1            | 3                     | 0                     | –             | –             | 0         | 0         |
| 2012                  | Ehime FC              | J2 League             | 27           | 0            | 1                     | 0                     | –             | –             | 0         | 0         |
| 2013                  | Kyoto Sanga           | J2 League             | 18           | 0            | 1                     | 0                     | –             | –             | 0         | 0         |
| 2014                  | Kyoto Sanga           | J2 League             | 26           | 1            | 1                     | 0                     | –             | –             | 0         | 0         |
| 2015                  | Kyoto Sanga           | J2 League             | 17           | 0            | 2                     | 0                     | –             | –             | 0         | 0         |
| 2016                  | FC Gifu               | J2 League             | 23           | 1            | 0                     | 0                     | –             | –             | 23        | 1         |
| 2017                  | FC Gifu               | J2 League             | 32           | 1            | 2                     | 0                     | –             | –             | 34        | 1         |
| Tổng                  | Tổng                  | Tổng                  | 228          | 5            | 12                    | 0                     | 2             | 0             | 242       | 5         |